# ジェリー・ノーマン
ジェリー・リー・ノーマン（Jerry Lee Norman、1936年7月16日 – 2012年7月7日）は、アメリカ合衆国の言語学者。中国名は「羅杰瑞」(Luó Jiéruì)。中国語（とくに閩語）と満州語の研究で知られる。

## 生涯
1936年、カリフォルニア州ワトソンビルに生まれた。1954年にシカゴ大学に入学してロシア語を学ぶが、経済的理由のために2年で退学している。その後陸軍に入隊して、そこで中国語を学んだ。
ノーマンはカリフォルニア大学バークレイ校で趙元任に学び、福州方言を研究した。1966年にプリンストン大学の中国言語学プロジェクトがはじまると、スタッフとして参加した。台湾でフィールドワークを行い、福建省建陽方言の研究（張琨の指導）で1969年に博士の学位を得た。
1972年にワシントン大学の助教（のち準教授、教授）となり、1998年に退官した。肺線維症のためにシアトルで没した。

## 研究内容・業績
- ノーマンは中国語の歴史的変化を知るためには従来のように韻書を使ったり漢字の読みを使うかわりに、比較言語学の方法を使って方言を比較することによって祖語を構築すべきであると主張した。ノーマンはベルンハルド・カールグレンだけでなく、カールグレンの批判者であるエドウィン・プリーブランクのことも「新カールグレン学派」と呼んで批判した[4]。
- ノーマンは閩祖語を再構し、また閩語音がいくつもの階層からなっていることを指摘した。ノーマンが閩語のいくつかの特徴を中古音以前のものとしたことについては、それらを二次的な発展とする張光宇の反論がある[5]。

## 主な著作
- Chinese. Cambridge University Press. (1988)

英語で書かれた代表的な中国語の概説。中国語訳：張恵英『漢語概説』(語文出版社1995)。
- “The Austroasiatics in ancient south China: Some lexical evidence”. Monumenta Serica 32:  274-301. (1976).

梅祖麟と共著。オーストロアジア語族から中国語諸方言（とくに閩語）に借用された語彙を指摘した。
- “Tonal development in Min”. Journal of Chinese Linguistics 1 (2):  22-38. (1973).
- “The initials of Proto-Min”. Journal of Chinese Linguistics 2:  27-36. (1974).
- “The Proto-Min finals”. 中央研究院国際漢学会議論文集 語言与文字組:  35-74. (1981).

比較による閩祖語の再構。
- “Chronological strata in the Min dialects”. 方言 1979 (4):  268-274. (1979).
- “The Mǐn Dialects in Historical Perspective”. Language and Dialects of China. Journal of Chinese Linguistics Monograph Series. 3. Chinese University Press. (1991). pp. 323-358

閩語がいくつもの階層からなると指摘した。
- A Manchu-English Dictionary. Taipei: The Liberal Arts Press. (1967)

台湾で自費出版した満州語辞典。
- A Concise Manchu-English Lexicon. University of Washington Press. (1978)

代表的な満英辞典。
- A Comprehensive Manchu-English Dictionary. Harvard-Yenching Institute Monograph Series. 85. Harvard University Asia Center. (2013)

1978年の辞典の改訂版。ノーマンの没する数日前に完成し、没後に出版された。